# ヴォロチャーエフカII駅
ヴォロチャーエフカII駅（ヴォロチャーエフカIIえき、露: Волочаевка II）は、ロシア連邦ユダヤ自治州スミドヴィチスキー地区ヴォロチャーエフカ-2村にある、ロシア鉄道の鉄道駅。ヴォロチャーエフカ・ジョムギ鉄道上の駅であり、長距離の旅客列車のみ停車する。

## 停車する旅客列車
- № 667 (668) コムソモリスク・ナ・アムーレ — ハバロフスク (「青年」号)
- № 351 (352) ソヴィエツカヤ・ガヴァニ（ロシア語版） — ウラジオストク

## 沿革
- 1940年 - 開業[1]。

## 駅構造
単式ホーム1面1線を有する地上駅。その他、側線が数線平行に並んでいる。
駅の片側は電化された線路でシベリア鉄道と接続しており、他方は単線の電化路線でコムソモリスク・ナ・アムーレ駅に通じる。
この駅で貨物列車の機関車の付け替えが行われる関係で最大10分間停車する。そのため駅構内は電化されている。しかしながら、コムソモリスク・ナ・アムーレ方面へ向かう旅客列車はディーゼル機関車による運転であり、当駅を通過する。

## 隣の駅
ロシア鉄道
ヴォロチャーエフカ・ジョムギ鉄道
351/352列車、667/668列車（青年号）
ハバロフスクI駅（シベリア鉄道直通） - ヴォロチャーエフカII駅 - ウチヌイ駅